# 熊取町立東小学校
熊取町立東小学校（くまとりちょうりつ ひがししょうがっこう）は、大阪府泉南郡熊取町にある公立小学校である。

## 沿革
- 1985年4月 - 熊取町立東小学校創立。